# 베인 아림 타워
베인 아림 타워는 이스라엘 텔아비브에 공사중인 마천루이다. 완공될시 이스라엘에서 가장 높은 건물이 된다.